# Medalló d'or d'August
El Medalló d'or d'August, és un quaternió d'or, una moneda equivalent a 4 auris que va ser encunyada pels tallers de Pèrgam situats en l'antiga Grècia, -a l'actual Turquia-, en commemoració de la conquesta d'Egipte per part de l'emperador romà August, -Roma, 23 de setembre de 63 aC. - Nola, 19 d'agost de 14 dC.-. Aquesta peça es conserva des de 1919 al Museu Arqueològic Nacional d'Espanya a Madrid amb el número d'inventari 1921/9. Es considera una peça única en el món, ja que solament es coneixen d'altres dues monedes del mateix valor encunyades al mateix regnat però originàries de la seca de Lugdúnum (Lió) als anys 2 aC. i 4 dC. i que es troben dipositades en museus italians.

## Història i simbologia
La moneda es va encunyar probablement als tallers de Pèrgam, i commemorava la conquesta d'Egipte per part d'August a la Batalla d'Àctium, amb la victòria absoluta d'August i la fugida de Marc Antoni i Cleopatra i la posterior presa d'Alexandria l'any 30 aC. Encara que era una moneda de curs legal, a causa de la seva gran mida i vàlua s'utilitzava com ara medalla destinada per premiar a funcionaris o militars d'alt rang, així com obsequi diplomàtic. L'any 1919 Gervasio Collar y Álvarez, va presentar la moneda al Museu Arqueològic Nacional amb la intenció de vendre-la, va ser adquirida després de dos anys d'espera, en què es van realitzar les pertinents investigacions per constatar la seva autenticitat.
L'any 1936, representants del Govern republicà, juntament amb la Guàrdia d'Assalt es van disposar a la confiscació d'obres guardades al museu, entre aquestes, es trobaven gran quantitat de la col·lecció de monedes. Aquesta peça es va salvar gràcies al conservador del Gabinet Numismàtic Felip Mateu i Llopis que va aconseguir amagar gran part de la col·lecció i entre elles es trobava el medalló d'August.
Les altres dues monedes encunyades durant l'època d'August, són de data més tardana entre el 2 aC i el 4dc., i realitzades en una altra seca. La primera d'aquestes monedes es va trobar l'any 1759 a les excavacions de Pompeia i representa el cap d'August amb la corona de llorer i al revers la figura de la deessa Diana, conservant-se al Museu Arqueològic Nacional de Nàpols. La segona moneda no se sap la seva procedència arqueològica, i representa August i en el seu revers a Gai i Lluci, es conserva al Museu Arqueològic d'Este (Pàdua). Ambdues monedes tenen la inscripció de «Pater Patriae», títol que va ostentar August a partir de l'any 2 aC.

## Descripció i característiques
El medalló d'or d'August, està datada del 27 aC. i representa el cap de l'emperador sense cap atribut afegit als 36 anys, amb el signe del zodíac Capricorn junt el coll -signe zodiacal del naixement d'August- i amb una inscripció al voltant de: «August[us]. Co[n]s[ul].VII. Imp[erator]. Caesar. Divi. F[ilius].». Al revers es pot veure un hipopòtam en peu amb la llegenda «Aegypto Capta» dintre d'un cercle de punts.
- Origen: Tallers de Pèrgam
- Forma: moneda/medalló.
- Material: or.
- Estil: Romà imperial, altoimperial.
- Tècnica: Encunyació.
- Anvers: Cap nu de l'emperador August.
- Revers: un Hipopòtam en peu.
- Diàmetre: 30 mm.
- Pes: 32 gr.